# Jócselekedetek
A Jócselekedetek 1973-ban bemutatott magyar rajzfilm, amely Hegedűs István ötlete alapján készült. Az animációs játékfilm rendezője és írója Vajda Béla, zeneszerzője Pethő Zsolt. A mozifilm a Pannónia Filmstúdió gyártásában készült.

## Rövid történet
Az "ártó" jócselekedetek szatirikus bemutatása.

## Alkotók
- Írta és rendezte: Vajda Béla
- Zenéjét szerezte: Pethő Zsolt
- Operatőr: Kassai Klári
- Hangmérnök: Bársony Péter
- Vágó: Hap Magda
- Tervezte: Hegedűs István
- Mozdulatterv: Ternovszky Béla
- Gyártásvezető: Csillag Márta

Készítette a Pannónia Filmstúdió

## Díjak
- 1974 – Cannes-i filmfesztivál – Elismerő oklevél
- 1975 – Oberhauseni filmfesztivál